# پیروبوتامین

پیروبوتامین (انگلیسی: Pyrrobutamine) نوعی ترکیب آنتی‌هیستامین و آنتی‌کولینرژیک است.